# Rabeprazolo sodico
Il  rabeprazolo sodico  è un farmaco inibitore della pompa protonica che sopprime la produzione di acido gastrico nello stomaco.
Per identificare un farmaco si usa il suo codice ATC: A02BC04, in particolare la lettera A indica l'azione del rabeprazolo a livello dell'apparato gastrointestinale.
Forma farmaceutica: compressa gastroresistente da 10 mg e 20 mg di rabeprazolo sodico. 

## Indicazioni
Rabeprazolo è impiegato nel trattamento delle affezioni del tratto gastro-intestinale associate ad aumentata acidità gastrica, come: ulcera duodenale attiva, ulcera gastrica benigna attiva, terapia di mantenimento della malattia da reflusso gastroesofageo, malattia da reflusso gastroesofageo sintomatica erosiva o ulcerativa, sindrome di Zollinger-Ellison, eradicazione dell’infezione da HelicobacterPylori in associazione con antibiotici.
Nonostante alcune differenze a livello di farmacocinetica, tutte le diverse molecole degli inibitori di pompa protonica (IPP) non sembrano avere profili di efficacia clinica significativamente diversi tra loro, anche nei protocolli per l'eradicazione dell'Helicobacter Pylori; in ambito di sanità pubblica e farmacoeconomia, la scelta tra i diversi IPP dovrebbe quindi tenere conto anche del rapporto costi/benefici, orientandola in direzione delle molecole più economiche a parità di efficacia (come il lansoprazolo).
In seguito anche alle evidenze scientifiche internazionali reperibili sul BIF (AIFA) n•5 del 2008, è sempre più rilevante la possibilità di evitare le interferenze con altri farmaci di terapie concomitanti.

## Storia
Il rabeprazolo fu il primo inibitore di pompa protonica ad entrare in commercio in Europa nel 1998. Nel 1999, un anno dopo, il suo uso venne approvato anche negli Stati Uniti.

### Sviluppo
Sviluppato da Eisai Medical Reserch con i nomi di ricerca E3810 e L307640, la richiesta presperimentale del nuovo farmaco venne presentata il 28 ottobre 1998. la richiesta per la sperimentazione finale venne presentata il 6 agosto 1999. Il 19 agosto 1999 il Rabeprazolo venne approvato negli Stati Uniti come farmaco con multipli effetti a livello gastro intestinale. L'approvazione dell'utilizzo nel trattamento sintomatico della sindrome da reflusso gastroesofageo fu il 12 febbraio 2002.

## Dosaggi
- Ulcera gastrica, 20 mg al giorno per 6 settimane
- Ulcera duodenale, 20 mg al giorno per 4 settimane
- Malattie del reflusso gastroesofageo 20 mg al giorno per 4-8 settimane
- Sindrome di Zollinger-Ellison, 60 mg al giorno e poi viene modificata la somministrazione in base alla risposta della persona al farmaco (dosi superiori a 100 mg devono essere frazionate)

Questi dosaggi sono quelli clinicamente più utilizzati, ma l’assunzione di rabeprazolo può essere soggetta a variazioni in termini di dosaggio in base alle condizioni fisio-patologiche del paziente e dei suoi obiettivi terapeutici, pertanto la terapia va supervisionata da un medico, chiamato anche ad escludere prima di iniziare la terapia la presenza di patologie maligne gastro-intestinali.
Le compresse sono gastroresistenti e non devono essere masticate o frantumate, ma devono essere deglutite intere con acqua e/o liquido adatto.

## Farmacologia

### Meccanismo d'azione
Il rabeprazolo è assorbito a livello delle cellule parietali dello stomaco che sono responsabili della secrezione di acido cloridrico, la sua azione è dose dipendente. Il farmaco risulta essere ancora inattivo, viene secreto attraverso i canalicoli secretori delle cellule parietali che permettono il passaggio dei succhi acidi. La secrezione acida è sotto il controllo delle pompe protoniche, in particolare della pompa idrogeno/potassio adenosina trifosfato (H/K ATPase), questa pompa presenta una cisteina come residuo amminoacidico di interesse per l'azione del farmaco. Dopo attivazione da parte dei succhi acidi dello stomaco il rabeprazolo può legare in maniera permanente il residuo di cisteina formando un legame covalente in questo modo inibisce sia il rilascio di acido basale che quello stimolato. Una volta che è legato alla cisteina altera la configurazione della pompa protonica inibendone l'attività. In questo modo i succhi acidi non sono più secreti nel lume dello stomaco con conseguente aumento del pH dello stomaco. Ogni volta che una molecola di rabeprazolo lega una pompa protonica questa è inibita fino a quando una nuova pompa protonica non viene prodotta dalle cellule parietali. Studi sugli animali hanno indicato che il rabeprazolo dopo somministrazione sparisce rapidamente sia dal plasma che dalla mucosa gastrica, viene poi escreto nelle urine.
Il rabeprazolo, come altri farmaci della stessa classe, non può inibire la pompa H/K ATPasi a livello dei lisosomi perché in questi manca il residuo di cisteina a cui si lega il farmaco per inibire l'attività della pompa.
L'azione del rabeprazolo di inibizione della pompa protonica è legato alla sua attivazione a sulfenamide, il suo valore di pKa è intorno a 5.0, questo significa che non necessita di un ambiente troppo acido per attivarsi. il rabeprazolo come base debole viene rapidamente assorbito e si concentra a livello delle cellule parietali. Questo potrebbe portare a credere che il rabeprazolo sia soggetto ad una rapida attivazione, in realtà le implicazioni cliniche di questo non sono ancora state studiate approfonditamente.

### Farmacodinamica
Il rabeprazolo appartiene alla classe dei composti antisecretori, sostituti benzimidazoli, capaci di sopprimere la secrezione acida gastrica per inibizione specifica dell’enzima H+ /K+-ATPasi.
Dopo la somministrazione il farmaco,che è una base debole, viene rapidamente assorbito a livello intestinale, si lega alle proteine plasmatiche e viene distribuito attraverso il torrente circolatorio, per concentrarsi nell’ambiente acido delle cellule parietali dove viene convertito mediante protonazione nella forma sulfenamidica attiva. Questo processo impedisce la retrodiffusione nei canalicoli delle cellule parietali. Il riarrangiamento avviene solo a pH molto basso, si usano forme farmaceutiche stabili all’acidità, formulazioni gastroresistenti, che permettono la dissoluzione, la liberazione e l’assorbimento del farmaco nel duodeno. In questo modo, una volta assorbito, il farmaco subisce il riarrangiamento selettivamente nell’ambiente acido del canalicolo, dal momento che viene secreto nel lume gastrico dalle cellule parietali.
L’azione sulla secrezione gastrica è irreversibile in quanto, nell’ambiente acido spinto delle cellule parietali, essi si modificano e si legano covalentemente alla pompa H+/K+-ATPasi inattivandone la funzione catalitica. L’enzima è ricco di cisteine e sembra che due molecole dell’intermedio derivante dall’omeprazolo si leghino a questi residui sulfidrilici, formando dei ponti disolfuro.

### Farmacocinetica
Il rabeprazolo è un composto acido-labile e la forma farmaceutica è costituita da compresse gastro resistenti, l’assorbimento inizia quando la compressa supera lo stomaco. Viene metabolizzato a livello epatico attraverso isoenzimi del sistema citocromo P450 (CYP2C19 e CYP3A4), nell’uomo il tioetere e l’acido carbossilico sono i maggiori metaboliti plasmatici.
Dopo somministrazione orale di 20 mg la comparsa dell’effetto antisecretorio avviene entro un’ora, con un effetto massimo entro due-quattro ore. I valori di concentrazione plasmatica (quantità di farmaco che si trova nell’organismo) raggiungono il massimo dopo 3.5 ore dopo una dose da 20 mg. La biodisponibilità assoluta (indica la velocità e la quantità di principio attivo che viene assorbito da una forma farmaceutica e raggiunge immodificato il circolo sistemico) di una dose orale di 20 mg è pari al 52% circa. Il tempo di emivita plasmatico (è il tempo necessario perché, a distribuzione completata, la sua concentrazione plasmatica si riduce della metà) è di circa un’ora, il valore di clearance corporea totale (rappresenta la quota di volume di liquido liberata dal farmaco nell’unità di tempo ad opera dell’organismo) è stimata pari a 283 + 98 ml/min. Lo steady-state (stato stazionario ossia una concentrazione media stazionaria che fluttua all’interno dell’indice terapeutico) dell’inibizione viene raggiunto dopo tre giorni. Due-tre giorni dopo la sospensione della somministrazione l’attività secretoria ritorna normale. Circa il 90% viene eliminato nella urine sotto formo di due metaboliti principali: un prodotto di coniugazione con l’acido mercapturico ed un acido carbossilico; nelle feci viene eliminata la minima parte restante.

## Dati preclinici di sicurezza
Sono trascurabili i rischi per la sicurezza del prodotto impiegato in terapia clinica. Studi di carcinogenesi non hanno rivelato rischi per l’uomo. Studi di mutagenesi hanno dato risultati dubbi, linee cellulari di linfomi di topo hanno dato esito positivo ad alcuni test, ma test di riparazione del DNA in vivo ed in vitro sono stati negativi. I pazienti che seguono un lungo trattamento con Rabeprazolo (in genere più di un anno) dovrebbero essere tenuti sotto stretto controllo.

## Effetti collaterali
Il rabeprazolo risulta abbastanza ben tollerato, la maggior parte degli eventi avversi osservati è stata di entità lieve o moderata e di natura transitoria. I più comuni comprendono mal di testa, nausea e diarrea. In rari casi si possono avere effetti più gravi come carenza di sostanze nutritive essenziali, possibili danni al fegato ed eruzioni cutanee. In alcuni casi si è verificata la comparsa di dolore addominale, dolore toracico, cefalea vertigine, rinite, sinusite, faringite, astenia, raramente encefalopatia.
Non si possono escludere possibili rischi di ipersensibilità crociata in caso di cosomministrazione con farmaci che presentano sostituenti benzimidazolici. Per quanto noto gli effetti di un eventuale sovradosaggio sono minimi, può essere comunque necessario un trattamento dei sintomi che si presentano.
L’assunzione prolungata di inibitori della pompa protonica (IPP) può essere associato ad un'alterazione del livello di cromogranina A (CgA) che in sede di analisi viene utilizzata come marcatore dei tumori neuroendocrini. I livelli di cromogranina A ritornano normali dopo 14 giorni dall´interruzione del trattamento con farmaci IPP.

## Controindicazioni
Il rabeprazolo è controindicato nei pazienti con ipersensibilità nota al Rabeprazolo sodico o ad uno qualsiasi degli eccipienti usati nella formulazione. Non è escluso il rischio di reazioni di ipersensibilità crociata con altri inibitori della pompa protonica o benzimidazoli sostituiti. 

### Gravidanza e allattamento
Il rabeprazolo è controindicato in gravidanza (in quanto non esistono dati relativi alla sicurezza di Rabeprazolo in donne in gravidanza), e durante l’allattamento al seno (il Rabeprazolo sodico è comunque escreto nelle secrezioni mammarie del ratto, anche se non è noto se il rabepazolo sia escreto nel latte materno).

### Pediatria
L’uso del rabeprazolo nei bambini non è raccomandato a causa della mancanza di dati sulla sicurezza e sull’efficacia. L'unica indicazione pediatrica è per il trattamento della MRGE sintomatica negli adolescenti.

### Anziani
L'età avanzata non sembra avere un impatto clinico sul metabolismo del farmaco. Si sono verificati aumenti della concentrazione plasmatica massima e dell'esposizione totale al farmaco, si è vista anche una leggera riduzione della velocità di eliminazione.
Uno studio condotto su larga scala e pubblicato nel 2016 ha dimostrato come l´assunzione prolungata di inibitori di pompa protonica negli anziani aumenti il rischio di sviluppare segni progressivi della demenza.

### Problemi renali ed epatici
Nei soggetti con insufficienza renale cronica ed in dialisi di mantenimento è stata osservata una disponibilità simile a quella riscontrata nei volontari sani. L’emivita del rabeprazolo nei pazienti con alterata funzionalità epatica è stata di 12.3 ore contro le 2.1 ore nei volontari sani.

### Overdose
Informazioni riguardanti deliberate o accidentali assunzioni eccessive di farmaci sono poche. Gli effetti sono in genere poco rilevanti o comunque riconducibili ai noti effetti avversi che sono comunque effetti reversibili. Non è noto un antidoto specifico. Si è visto che il Rabeprazolo si lega con un legame proteico molto forte che non è scindibile tramite lisi. In ogni caso di overdose il trattamento porta a dei sintomi evidenti che vanno curati con misure adeguate.

## Interazioni

### Interazioni farmaco-farmaco
Il rabeprazolo sodico produce un’inibizione intensa e prolungata della secrezione acida gastrica. Pertanto possono verificarsi interazioni con sostanze il cui assorbimento è pH dipendente. Livelli plasmatici di antifungini (Ketoconazolo o Itraconazolo) possono risultare significativamente ridotti in caso di somministrazione concomitante di rabeprazolo, a ciò si associa una riduzione significativa dell’efficacia degli antifungini. Per lo stesso motivo è sconsigliata la somministrazione concomitante di Atazanavir (utilizzato nella cura dell’infezione da HIV) con Rabeprazolo (l’assorbimento dell’atazanavir dipende dal pH).
È sconsigliata la somministrazione concomitante con Warfarin, con Rilpivirina (farmaco utilizzato per la terapia dell’HIV, in questo caso si evidenzia infatti la proggressione del virus), oltre che con inibitori della tirosin chinasi come Erlotinib, Dasatinib e Nilotinib.
Il rabeprazolo alle concentrazioni plasmatiche non tossiche previste per l’uomo non ha dimostrato in vitro effetti inducenti o inibitori su CYP3A4, ad indicare una assenza di interazione tra Rabeprazolo e Ciclosporina.
La letteratura suggerisce che l’uso concomitante di PPI con Metotrexato, soprattutto ad alte dosi, può aumentare e prolungare i livelli sierici di Metotrexato e/o del suo metabolita idrossimetotrexato, il che può portare a tossicità da Metotrexato. Tuttavia, non sono stati condotti studi formali di interazione farmacologica tra Metotrexato e PPI. In caso di somministrazione di alte dosi di Metotrexato, in alcuni pazienti, può essere presa in considerazione una sospensione temporanea dei PPI.
È stato osservato un aumentato rischio di reazioni avverse a seguito dell’uso di Clopidogrel e PPI dopo interventi coronarici acuti: l’attività antiaggregante piastrinica di Clopidogrel è infatti dipendente dall’ossidazione via CYP2C19, per cui i PPI sono substrati competitivi del clopidogrel per questo meccanismo metabolico.
Studi osservazionali indicano un aumento del rischio di frattura dal 10 al 40% in caso di utilizzo di inibitori di pompa protonica, soprattutto in pazienti anziani; tale aumento però potrebbe essere dovuto ad altri fattori di rischio. I pazienti a rischio di osteoporosi devono essere curati in base alle attuali linee guida di pratica clinica e devono assumere un’adeguata quantità di vitamina D e calcio.
La somministrazione continuata nel tempo di Rabeprazolo può indurre un aumento significativo dei livelli ematici di gastrina. Potrebbe verificarsi una diminuzione dell’assorbimento di vitamina B12 e magnesio (ipomagnesiemia). Il rabeprazolo sodico, come tutti i farmaci acido-bloccanti, può ridurre l'assorbimento della vitamina B12 (cianocobalamina) a causa di ipo- o a-cloridria. Ciò deve essere preso in considerazione nei pazienti in terapia a lungo termine con ridotte riserve corporee o fattori di rischio che riducano l'assorbimento della vitamina B12 o se vengono osservati i rispettivi sintomi clinici.

### Interazioni tra cibo e farmaco
Non sono state rilevate interazioni significative con il cibo.

## Chimica e sintesi del farmaco

Step della sintesi del Rabeprazolo

Il Rabeprazolo è un benzoimidazolo sostituito (2-piridilmetilsulfinilbenzimidazoli), esattamente come l’Omeprazolo, Lansoprazolo e Pantoprazolo. Il Rabeprazolo si può considerare un anfotero, poiché possiede proprietà sia acide che basiche. La pKa (costante di dissociazione acida) dell’azoto piridinico è di circa 4.
La sintesi comincia dalla 2,3-dimetilpiridina N-ossido (1), che per reazione di nitrazione con acido nitrico dà come prodotto il nitroderivato della 2,3-dimetilpiridina N-ossido (2). Il Nitrogruppo viene poi sostituto dall’alcossido proveniente dal 3-metossipropanolo, dando l’etere (3). Segue il trattamento con anidride acetica, la reazione di Polonovski (4). Si effettua poi la saponificazione con idrossido di sodio e il trattamento con cloruro di tionile (5). Aggiungendo alla miscela di reazione il 2-tiolobenzoimidazolo si ottiene il prodotto (7), che viene poi ossidato con la formazione del solfossido (8), ottenendo il Rabeprazolo.
La forma commercializzata del Rabeprazolo è racemica, anche se sono state notate piccole differenze nella concentrazione plasmatica e nella AUC dei due enantiomeri, con la forma R circa due volte maggiore di quella S. L’enantiomero singolo R-Rabeprazolo è stato approvato solo in India.